# 盐田区
22°32′N 114°13′E / 22.533°N 114.217°E
盐田区是中国广东省深圳市下辖的一个市辖区，成立于1998年3月，西接深圳市羅湖區，東連大鵬新區，北鄰龍崗區與坪山區，南與香港新界山水相接，沙頭角口岸與香港直接相通。轄區依山面海，北部為梧桐山和梅沙尖，南臨大鵬灣，區人民政府駐海山街道深鹽路2088號。
鹽田區域歷史源遠流長，大梅沙海灣沙丘遺址考古發掘表明，在新石器時代就有人類在這裏繁衍生息。距今四五千年前，即中原地區夏、商時代，此地為百越部族聚居之處。

## 名称由来
據《寶安縣誌》載：宋開寶四年（971年）設官富鹽場（在今香港九龍，包括鹽田、疊福分場），故而得名。

## 行政區劃
下辖四个街道：沙頭角街道、海山街道、鹽田街道和梅沙街道。并在沙头角边境特别管理区设立中英街管理局。

## 地理
盐田区位于深圳市东部、距市中心12公里，辖区面积74.91平方公里，东起大鹏湾背仔角与龙岗区相接，西至梧桐山与罗湖区相邻，南连香港新界，北靠龙岗区。地理坐标北纬22°32′，东经114。13′。地形北高南低，属低山丘陵海滨地貌。背山面海，北部为梧桐山和梅沙尖，顶峰海拔885米，地貌以裸露的基岩和山林为主。辖区自然环境优美，地理位置优越，大鹏湾海域面积达250平方千米，海岸线长19.5千米，是深圳乃至广东的“黄金海岸”，其中可供兴建深水泊位的海岸线6.7千米。

## 历史沿革
盐田区域与原宝安县的大部分区域一样，夏、商、周三代为百越地。前214年，秦始皇统一中国并在岭南地区设置南海、桂林、象郡三郡，盐田区域属南海郡番禺县地。东晋咸和六年（331年），朝廷撤南海郡，设置东官郡。辖宝安、兴宁、海丰等六县。其范围包括珠江三角洲東部（例如惠州、汕尾）；東至今天梅州、潮汕平原。当时宝安县辖地涉及今天的东莞市、深圳市和香港特别行政区。东官郡的郡治所在地设在宝安县（今改為深圳市寶安區）內的南头。盐田区域部分属宝安县，三洲田与坪山、横岗、龙岗等地为惠阳县属地。隋开皇十年（590年），朝廷废东官郡，宝安县改属南海郡，县治设在南头。唐至德二年（757年），宝安县更名东莞县。明万历元年（1573年），撤东莞县，设置新安县（即原宝安县），县治仍设在南头。清康熙五年（1666年），新安迁界，并入东莞县。康熙八年（1669年）复置新安县。县以下设3个乡、7个都建置。盐田区域属归城乡第七都范围。
民国三年（1914年），全国行政区划整编，因新安县与河南省新安县同名，又复称宝安县。1924～1932年（民国13～21年），实行区乡编制，盐田区域内有沙头角、盐田两个小乡；民国二十二年（1933年），调整为1个乡称东和乡。这是盐田区域第一个统一全区域的建制设置。
建国后，1949年10月，沙、盐、梅一带为惠阳县接管。1950年4月，重归宝安县并为第三区所辖的一个乡，后又成为一个区。1958年10月，实行“政社合一”人民公社建置，区域内一度为南天门公社（深圳辖）。11月，龙岗、横岗、坪山、大鹏等地由惠阳县划入宝安县，1959年编为三洲田公社，隶属坪山，划入盐田区域。其后，区域内有时设立一个镇一个公社，有时又并为一个公社。
1979年1月，宝安县改为深圳市，盐田区域属罗湖区。1980年6月，从坪山分出，成立沙头角管理区。8月，深圳经济特区成立，盐田区域除三洲田等部分山地外，均划入经济特区范围。1981年10月，恢复宝安县建置，辖深圳经济特区外原宝安县地区。1982年1月，成立罗湖区，辖经济特区全部范围，盐田区域为罗湖区管辖。1982年9月，沙头角镇作为县级镇从罗湖区划出。1983年6月，深圳经济特区设罗湖、上步、南头、沙头角4个区办事处。1984年5月，沙头角区办事处改设为沙头角管理区，仍作为市政府的派出机构。1990年1月，特区内撤销罗湖、福田（原上步）、南头、蛇口、沙头角5个管理区，成立罗湖、福田、南山三个市辖区。沙头角管理区和罗湖管理区合并组建罗湖区人民政府。
1997年11月7日，国务院批复，从罗湖区分出沙头角镇和梅沙、盐田两个行政街道，成立盐田区，为（原）市辖6个行政区之一。1998年2月16日成立盐田区委区政府，3月30日，盐田区举行挂牌揭幕典礼。
2002年6月18日，盐田区撤销沙头角镇，设立沙头角街道、海山街道。

## 人口
盐田区2017年常住人口约23万人，增长2.4%。其中，户籍人口约7万人，增长7.5%，占常住人口比重29.4%；非户籍人口约16万人，增长0.4%，占常住人口比重70.6%。
户籍人口出生率21.11‰，死亡率1.72‰，自然增长率19.39‰。暂住人口出生率8.64‰，死亡率0.45‰,自然增长率8.19‰。年末已婚育龄妇女约5万人，其中户籍约2万人，暂住约3万人；户籍与暂住人口计划生育率分别为95.09%和95.63%，户籍与暂住人口已婚育龄妇女一孩率分别为58.02%和48.93%。
截至2021年末，鹽田區常住人口21.54萬人，比上年末增加0.11萬人，其中户籍人口9.19萬人。

## 旅遊
盐田区旅游资源得天独厚。海岸线长19.5公里，是全国知名的“黄金海岸”之一。盐田区的知名景点有：盐田海鲜街、梧桐山国家森林公园、大梅沙、小梅沙、中英街、东部华侨城、盐田海滨栈道、金色海岸海上观光游艇等。其中“一街两制”中英街、“梅沙踏浪”、“梧桐烟云”列入了“深圳八景”。
盐田区旅游住宿体系较为完备。有大梅沙京基喜来登酒店、京基海湾酒店、雅兰酒店、海景酒店、芭堤雅酒店等一批知名酒店，有东部华侨城茵特拉根酒店群特色主题酒店以及各类快捷商务酒店，为游客提供丰富的住宿选择。
盐田区是购物和美食的天堂。盐田海鲜食街是深圳市民和游客品尝海鲜的首选地之一。中英街、大梅沙奥特莱斯购物村、万科壹海城、精茂城等众多商贸购物中心可以满足游客购买港货、进口商品、黄金珠宝首饰、折扣名牌时尚消费品的消费需求。
2017年盐田区共计接待游客2148万人，旅游收入95.93亿。

## 经济
2018年是盐田建区20周年。截至2017年底，盐田区生产总值由1997年的27.30亿元增至585.49亿元，增长20.4倍；财政收入由1997年的2.32亿元增加到33.67亿元，增长13.5倍；辖区税收总额由1997年的2.41亿元增至76.87亿元，增长18.9倍。
盐田区的重点企业有：盐田港集团、东部华侨城、华大基因、周大福集团。

## 交通

### 公路
惠深沿海高速东西走向贯穿盐田区全境，连接罗湖区和大鹏新区；盐排高速公路（是 武深高速的一部份）呈南北走向，位于盐田区中部，由盐田港区驶出的货柜车可通过盐排高速公路快速向北疏散。
普通公路方面主要以隧道形式与外界相连，其中罗沙路通过梧桐山隧道可到达罗湖区莲塘，北山道通过盐田坳隧道可快速到达龙岗区横岗，惠深沿海高速通过马峦山隧道可快速到达坪山区，往东方向则仅有盘山的深葵路。

### 航空
盐田距离深圳宝安国际机场约55公里，距离惠州平潭机场（深圳第二机场）约100公里。另在大水坑有用于商务旅游的东部通航直升机场，建成于2021年9月。

### 水路
盐田区水路主要以集装箱货运为主，作业于深圳港盐田港区。
曾于2012年9月开通盐田金色海岸码头至南澳双拥码头的海上巴士，因客流稀少于2013年3月停运，后于2018年复航。
根据2017年12月25日发布的《深圳市海上休闲与客运码头专项规划》（征求意见稿）定位，盐田水运主要发展方向是公共游艇、旅游观光和海上休闲为主的旅游型，而不是一般交通客运服务。

### 地铁
途径盐田区的深圳地铁线路有█8号线，一期工程由2号线三期工程莲塘站后接出，终点设于盐田路站，线路长12.37公里，全地下敷设，设车站7座。8号线建成后与2号线一、二、三期贯通运营。8号线一期工程已于2020年10月28日开通运营。
█8号线的车站有沙頭角站、海山站、盐田港西站、深外高中站、盐田路站、鴻安圍站、鹽田墟站、大梅沙站、小梅沙站

### 铁路
有全长23公里的货运平盐铁路，南起盐田站，北至平湖南站，并连接京九线及广深线，使盐田港的使用者能够透过港口及铁路服务，把货运散布至全国。